# Шрі Індріярі
Шрі Індріярі (12 листопада 1978) — індонезійська важкоатлетка.
Бронзова призерка Олімпійських Ігор 2000 року в категорії 48 кг.
Бронзова призерка Азійських ігор 1998 року в категорії 48 кг.
Срібна призерка Чемпіонату світу 1999 року в категорії 48 кг.